# پوریا حسین خانزاده
پوریا حسین خانزاده فیروزجاهی (زاده ۱ تیر ۱۳۸۳) بازیکن والیبال اهل ایران است که در تیم ملی والیبال ایران بازی می‌کند. وی در مسابقات والیبال جوانان جهان جز بازیکنانی بود که تأثیر زیادی در قهرمانی تیم ملی والیبال جوانان ایران نیز داشت. پوریا یکی از بهترین دریافت کننده های قدرتی جهان و عضو باشگاه لوبه ایتالیا است. وی در لیگ ملت‌های ۲۰۲۵ بهترین سرویس‌زن هفته اول و دوم نام گرفت.

## تیم ملی
پوریا حسین خانزاده در سال ۱۳۹۹ توسط مسعود آرمات به تیم ملی نوجوانان ایران دعوت شد در آن سال توانست به همراه تیم ملی نوجوانان ایران مقام سوم مسابقات والیبال نوجوانان جهان ۲۰۲۱ به میزبانی ایران را کسب کند وی از مهره‌های کلیدی ایران در آن مسابقات بود و در سال ۲۰۲۲ در مسابقات زیر ۲۰ سال آسیا به همراه تیم ملی ایران توانست مقام قهرمانی آسیا را کسب کند و در سال ۲۰۲۳ توسط بهروز عطایی به تیم ملی بزرگسالان ایران دعوت شد وی در لیگ برتر والیبال فصل ۱۴۰۱ به عنوان پدیده لیگ شناخته شد.